# Uma Aventura na Casa Assombrada
Uma Aventura na Casa Assombrada é um filme português de 2009, do género aventura. Este filme foi baseado no livro homónimo das escritoras Isabel Alçada e Ana Maria Magalhães, originalmente lançado como parte da série Uma Aventura.

## Sinopse
O filme conta as aventuras de Chico, João, Pedro e das gémeas Luísa e Teresa, que saem em busca do "Espírito do Mundo", um suposto diamante asteca que havia sido roubado vários séculos antes.
A aventura começa quando, durante um fim-de-semana na Serra de Sintra, os cinco amigos travam conhecimento com Filipa que os convida para a sua casa. Ali, terão de enfrentar índios pouco amistosos, fantasmas, um assassino alemão e vários outros poderes mágicos.

## Elenco
- Sara Salgado - Filipa
- Francisco Areosa - Chico
- Margarida Martinho - Luísa
- Mariana Martinho - Teresa
- Sandra Barata Belo - Bárbara
- Ricardo Carriço - Bartolomeu
- Ana Padrão - Leonor
- Sofia Grilo - Ester
- João Didelet - Otto
- Leonor Seixas - Laura
- Frederico Amaral - Hernán Cortez